# Бежани (Польща)
Бежани (пол. Bieżany) — село в Польщі, у гміні Радзанув Млавського повіту Мазовецького воєводства.
Населення — 63 особи (2011).

## Демографія
Демографічна структура станом на 31 березня 2011 року:
|          | Загалом | Допрацездатний вік | Працездатний вік | Постпрацездатний вік |
| -------- | ------- | ------------------ | ---------------- | -------------------- |
| Чоловіки | 34      | 8                  | 20               | 6                    |
| Жінки    | 29      | 4                  | 17               | 8                    |
| Разом    | 63      | 12                 | 37               | 14                   |